# Javi Pinillos
Francisco Javier Pinillos Fernández (Santander, Cantabria, 26 de octubre de 1969), conocido como Javi Pinillos, es un exfutbolista y entrenador español. Jugaba como guardameta y actualmente es entrenador de porteros en el Bengaluru

## Trayectoria
En marzo de 2015 asumió la dirección del Real Racing Club de Santander con la ayuda de Pedro Munitis y Gonzalo Colsa, tras la destitución de Paco Fernández. Hasta ese momento desempeñaba la función de entrenador de porteros del primer equipo.

## Equipos

### Como jugador
| Club                            | País   | Temporadas |
| ------------------------------- | ------ | ---------- |
| Real Racing Club de Santander   | España | 1990-1995  |
| C. D. Logroñés                  | España | 1995-1996  |
| Real Racing Club de Santander   | España | 1996-1997  |
| Burgos C. F.                    | España | 1997-1998  |
| Jerez C. F.                     | España | 1998-1999  |
| Zamora C. F.                    | España | 1999-2000  |
| S. D. Ponferradina              | España | 2000-2001  |
| R. S. Gimnástica de Torrelavega | España | 2001-2002  |
| C. D. Bezana                    | España | 2002-2007  |

### Como entrenador
| Club                          | País   | Temporadas |
| ----------------------------- | ------ | ---------- |
| Real Racing Club de Santander | España | 2015       |